# ؽ
Yāʾ persan petit v suscrit renversé ‹ ؽ › est une lettre additionnelle de l’alphabet arabe utilisé en azéri du Sud, en turkmène d’Afghanistan et d’Iran, et anciennement utilisée dans l’écriture du persan. Elle est composée d’un yāʾ persan ‹ ی › diacrité d’un petit v suscrit renversé.

## Utilisation
En azéri écrit avec l’alphabet arabe, dans certains orthographes, ‹ ؽ › représente une consonne spirante palatale voisée [j], transcrite y ‹ y › avec l’alphabet latin. Dans d’autres orthographes elle représente une voyelle fermée postérieure non arrondie [ɯ], transcrite i sans point ‹ ı › dans d’autres orthographes ou dans des études de langues turciques.